# Botijo

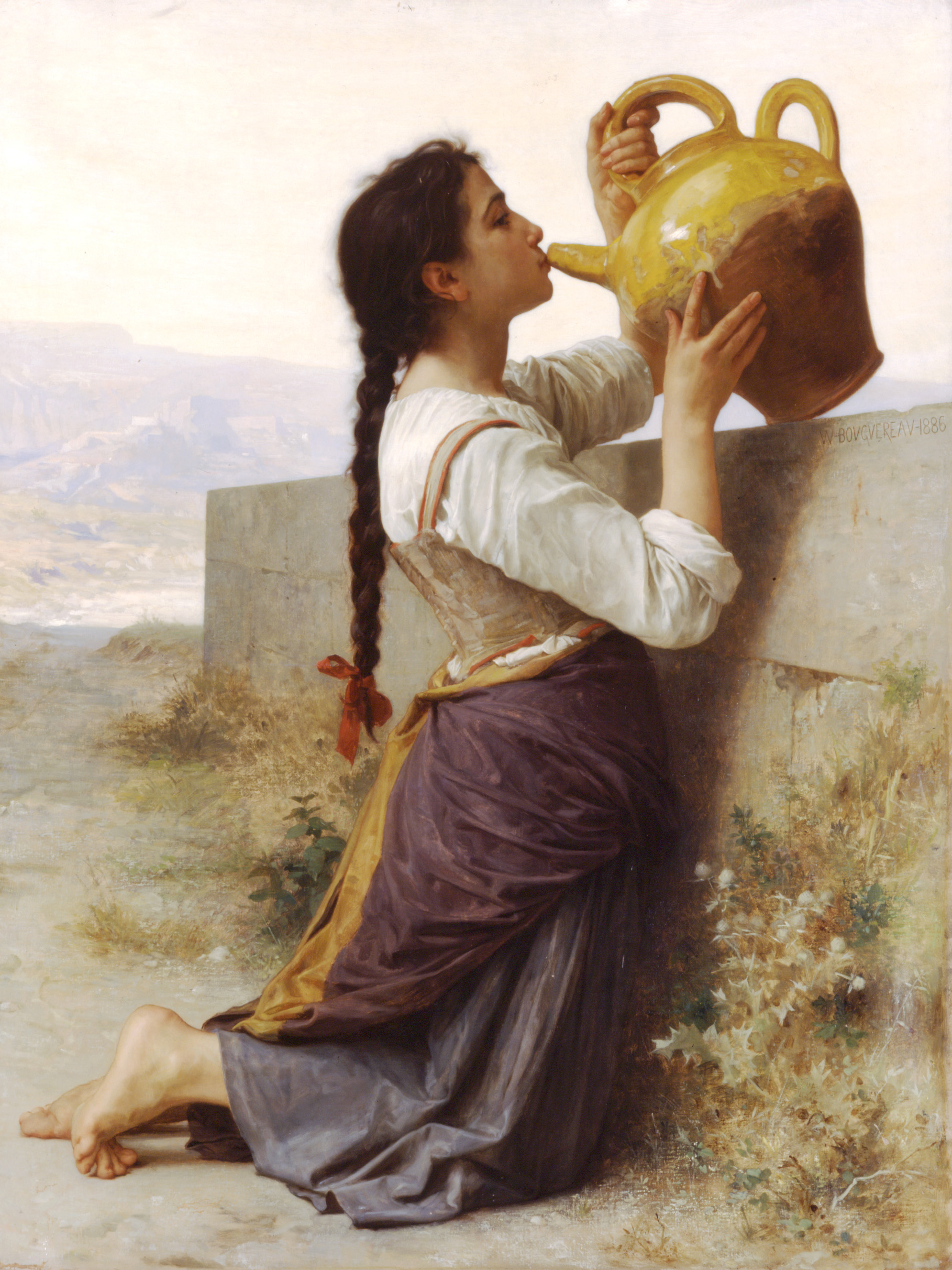
Frau trinkt aus einem Botijo

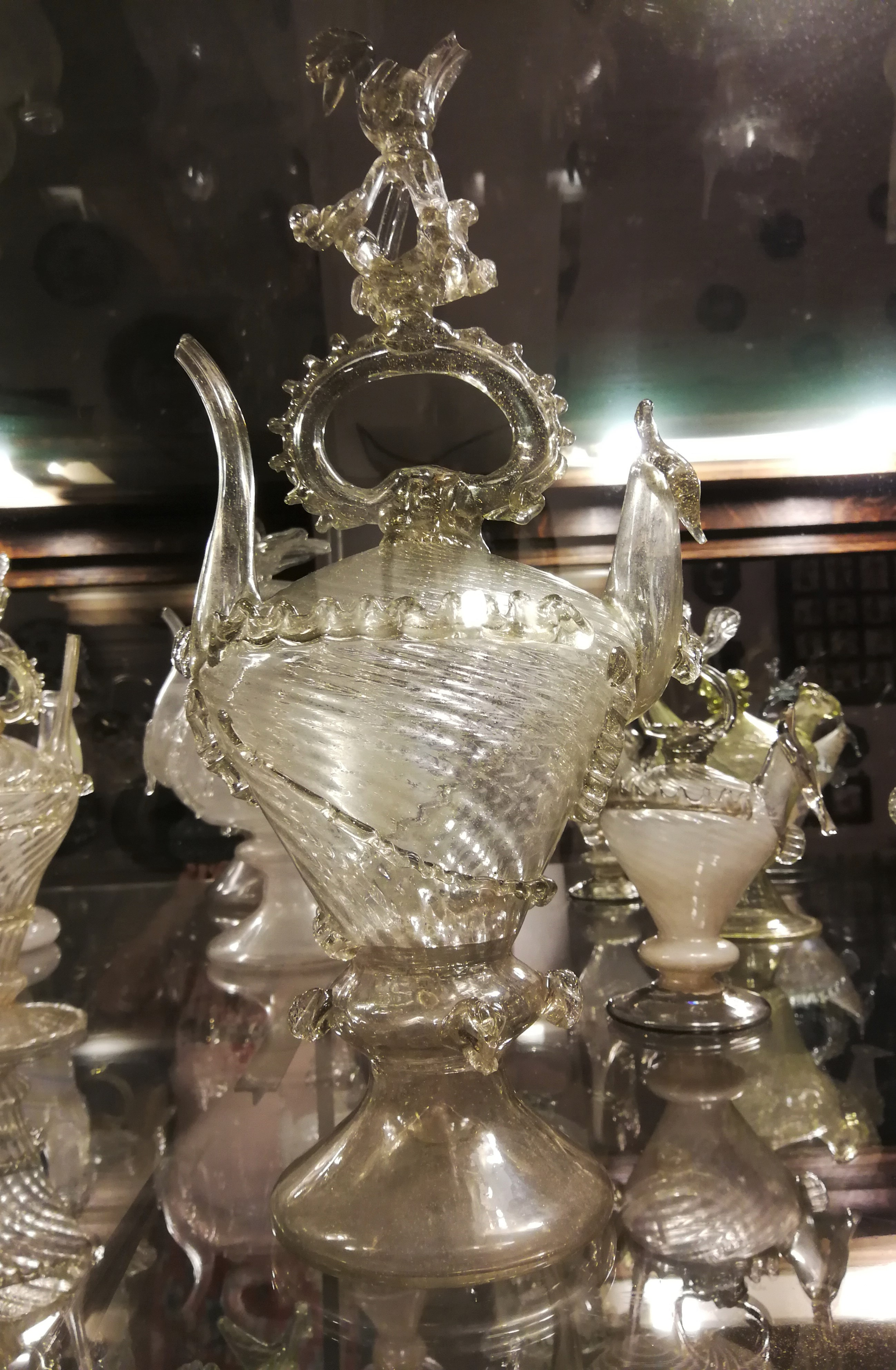
Hochzeits-Càntir für die Frau, Museu del Vidre, Peralada

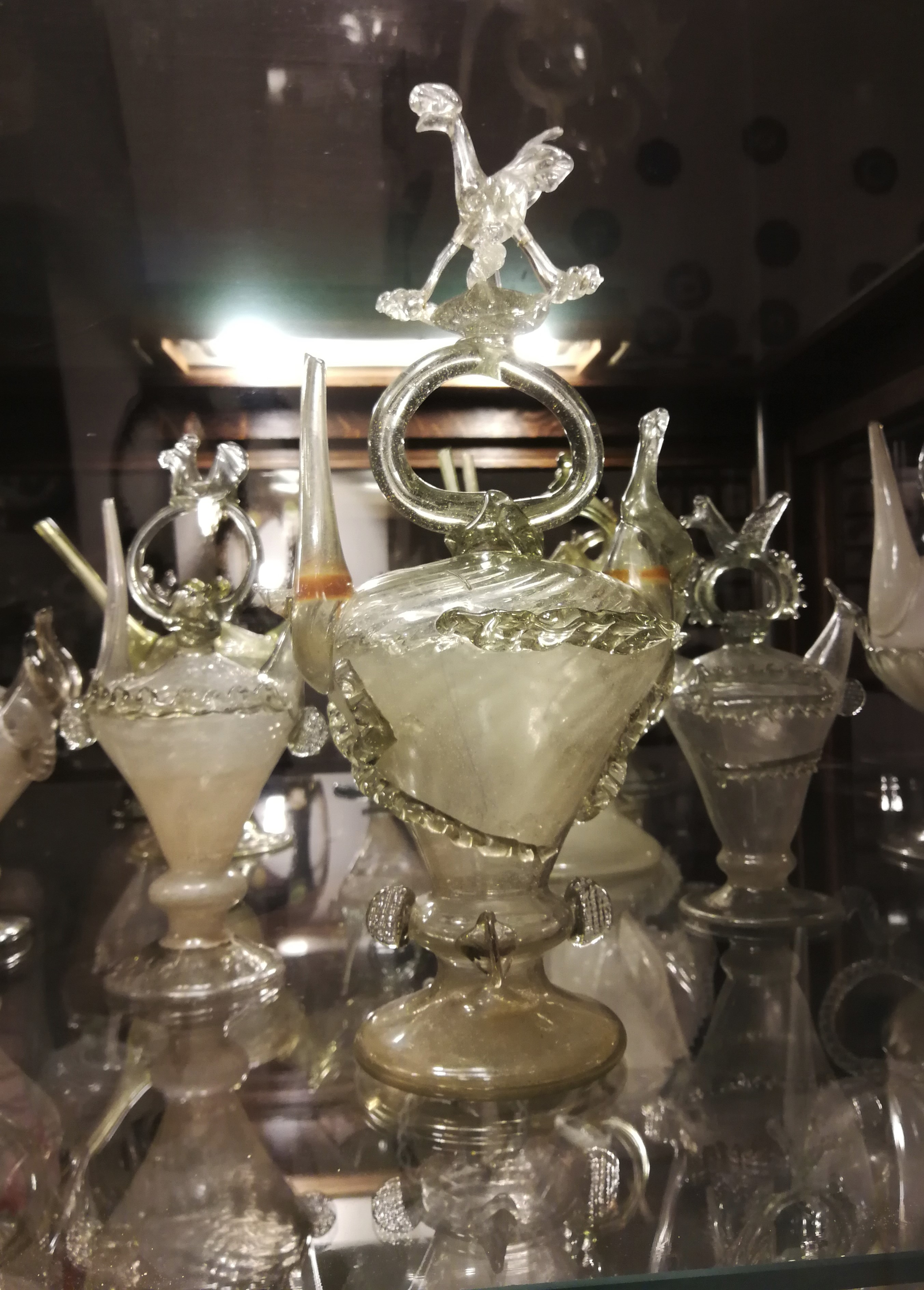
Hochzeits-Càntir für den Mann, Museu del Vidre, Peralada

Ein Botijo [βoˈtixo] (katalanisch: Càntir) ist ein Gefäß aus porösem, gebranntem Ton. Er verfügt über einen dicken, bauchigen Korpus, von dessen Umfang man auf das Volumen des Gefäßes schließen kann, außerdem über eine oder mehrere Füllöffnungen, bocas (Mundstücke), und eine oder mehrere Öffnungen, aus denen man trinken kann und die je nach Region pitorro (Tülle) oder pitón (Hörnchen) genannt werden. Dieses Gefäß ist typisch für die spanische Kultur, wobei jede Region eine besondere Art des Botijo herstellt, der sich durch Farbe, Form oder Keramik etc. von den anderen unterscheidet.
Trotzdem ist das Prinzip des Botijo immer das Gleiche: Das Wasser gelangt durch die Poren des Tons nach außen und kommt dort mit der für das mediterrane Klima typisch trockenen Luft in Berührung. Das Wasser verdampft und die dabei entstehende Verdunstungskälte (2,219 Kilojoule pro Gramm verdampften Wassers) sorgt für eine Abkühlung des Gefäßes.
Dass der Botijo lediglich im mediterranen Klima anzutreffen ist, liegt daran, dass dort im Sommer relativ trockenes Klima herrscht – ganz im Gegensatz zu anderen Regionen mit üblicherweise feuchtem Klima in dieser Jahreszeit.
Gewöhnlich lässt man einen neuen Botijo vor dem ersten Gebrauch zunächst einige Stunden stehen – mit Wasser und einem Schuss Anis gefüllt.
Das Wort Botijo stammt wahrscheinlich von dem lateinischen Wort buttis (Flasche) ab, später wurde das Diminutiv butticula verwendet.
Der Lexikograph Sebastián de Covarrubias definierte die botija im Jahre 1611 wie folgt: „bauchiger Becher aus Ton, mit Mundstück und engem Hals. Wenn die Kinder heulen müssen und die Backen dabei aufblasen, dann nennt man das ‚sich zur botija machen‘“.
Für den Botijo existieren in vielen Dörfern und Regionen abweichende traditionelle Bezeichnungen. Im Süden von Andalusien ist der Begriff búcaro gebräuchlicher, was laut Real Academia Española aus dem Mozarabischen und über dieses aus dem Lateinischen stammt. Berühmt sind hier die Erzeugnisse aus Lebrija, einer Stadt in der Provinz Sevilla. Im ebenfalls in der Provinz Sevilla gelegenen Aznalcóllar wird der Botijo pimporro genannt.
Anlässlich traditioneller Bauernhochzeiten in Katalonien und auf Mallorca erhielten Frau und Mann häufig einen Càntir, ein schmuckes Trinkgefäß in geschlechtsspezifischer Ausführung. Versteht sich das Paar auf Dauer nicht oder nicht mehr, so kann jeder der Partner seinen Càntir nehmen und gehen. Gesellschaftlich-rechtlicher Hintergrund dieses Brauches ist die in Katalonien und auf Mallorca im Gegensatz zum übrigen Spanien übliche Gütertrennung zwischen Mann und Frau.

## Bemerkungen
1. ↑  Diese Informationen zu den Hochzeits-Càntirs wurden bei einer Führung im Museo de Vidre in Peralada am 18. Juni 2019 zu den dort ausgestellten Hochzeits-Càntirs gegeben.